# 熊本市立銭塘小学校
熊本市立銭塘小学校（くまもとしりつ ぜんどもしょうがっこう）は、熊本県熊本市南区銭塘町にある公立小学校。

## 沿革
- 1875年 - 創立
- 1941年 - 銭塘国民学校に改称
- 1947年 - 銭塘村立銭塘小学校に改称
- 1956年 - 天明村立銭塘小学校に改称
- 1971年 - 天明町立銭塘小学校に改称
- 1991年 - 熊本市立銭塘小学校に改称

## 第67回NHK全国学校音楽コンクール全国コンクール銀賞
6年生一クラス全員の児童が参加。5年生より練習を重ねる。指揮は，担任教諭。ピアノは，6年生児童。